# Laëtitia Philippe

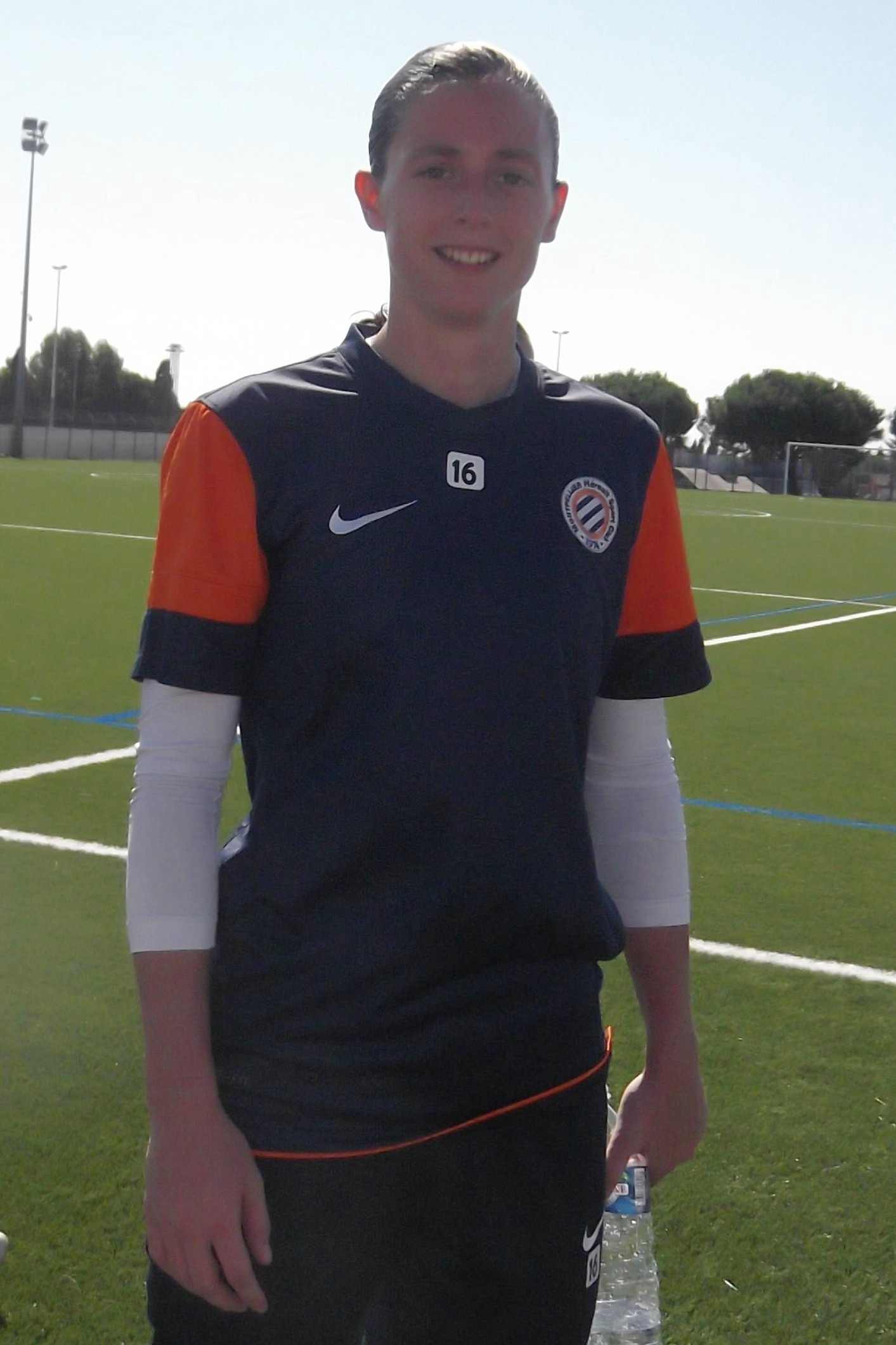
Laëtitia Philippe

Laëtitia Philippe (* 30. April 1991 in Chambéry) ist eine französische Fußballspielerin.

## Vereinskarriere
Laëtitia Philippe spielte als Mädchen und Jugendliche beim FC Vimines, Sporting Cognin und von 2001 bis 2007 beim FCS Rumilly Albanais in ihrer savoyardischen Heimat. Dann holte HSC Montpellier sie in sein Frauenteam. Bereits als 16-Jährige kam die Torhüterin zu ersten Einsätzen in Montpelliers Erstligafrauschaft, allerdings wurde sie erst seit der Saison 2009/10 im Wechsel mit Céline Deville, der Nr. 1 des Klubs, in Punkt- bzw. Pokalmatches eingesetzt. Bis zum Sommer 2011 hatte Philippe insgesamt erst 27 Ligaspiele bestritten. Mit dem Landespokalwettbewerb 2009 hat sie dort ihren ersten Titel gewonnen; wie bei Montpelliers Endspielteilnahmen 2010 und 2011 saß sie dabei allerdings nur auf der Bank. Seit Devilles Weggang zu Beginn der Spielzeit 2011/12 ist sie in Montpellier die unangefochtene Nummer eins, sieht man davon ab, dass sie 2012/13 aufgrund einer Verletzung mehr als eine Saisonhälfte lang fehlte und aus dem gleichen Grund auch um den Jahreswechsel 2014/2015 wieder ausfiel.
Nachdem sie bei Montpellier in der Saison 2017/18 nur noch zweite Wahl hinter Méline Gérard war, schloss sie sich 2018 den Erstligafrauen des AF Rodez sowie nach deren Abstieg zwölf Monate darauf denen des FC Fleury an. Seit 2021 gehört sie zum Aufgebot der ASJ Soyaux, die sie aber im Januar 2022 an Girondins Bordeaux auslieh.

## Als Nationalspielerin
Laëtitia Philippe hat mit den Jahrgangs-Jugendauswahlen Frankreichs fast 50 Spiele bestritten und war dort bei drei großen internationalen Wettbewerben die Stammtorfrau: bei der U-17-Weltmeisterschaft 2008, der U-19-Europameisterschaft 2009 (dort erreichten die Französinnen das Halbfinale) und der U-20-WM 2010. In der Saison 2011/12 gehört sie auch zu Frankreichs Studentinnennationalelf.
Ihr erstes A-Länderspiel absolvierte sie beim 2:0-Sieg in Serbien im November 2009, einem WM-Qualifikationsspiel. Dennoch berief Nationaltrainer Bruno Bini Laëtitia Philippe in den französischen Kader für die WM 2011 in Deutschland und zog sie dabei Sarah Bouhaddi, der Torfrau des Champions-League-Gewinners Olympique Lyon, vor. Sie betrachtete ihre Berücksichtigung als „Chance, zu lernen und Erfahrungen zu sammeln“, und wurde dort nicht eingesetzt. Auch einige andere Fußballerinnen aus dem „1991er Jahrgang“ (Catala, Crammer, Gadéa, Makanza) sind nach der WM-Endrunde in das A-Aufgebot nachgerückt. Inzwischen hat Philippe es auf vier Einsätze bei den Bleues gebracht (Stand: 23. Oktober 2015). Sie gehörte zum französischen Olympiaaufgebot 2012, wenn auch nur als „Nachrückerin“. Ihre Verletzung aus dem zweiten Halbjahr 2012 hat sie allerdings auch im Nationalteam zurückgeworfen; dort war seither Karima Benameur die Nummer drei, bis Bini-Nachfolger Philippe Bergeroo die Torfrau für den Zypern-Cup im März 2014 nominierte, ohne sie einzusetzen. Es dauerte dann anderthalb Jahre, ehe sie erneut im Aufgebot der A-Elf Berücksichtigung fand und bei einer Freundschaftsspiel-Niederlage (1:2) gegen die Niederlande sogar über die gesamte Spielzeit das Tor hütete.
Für das olympische Fußballturnier 2016 nominierte der Trainer sie als eine von vier Reservistinnen, die im Bedarfsfall in den französischen Kader nachrücken. Ein Jahr darauf 2017 berief Bergeroo-Nachfolger Olivier Echouafni sie in seinen Europameisterschaftskader.

## Palmarès
- Französische Pokalsiegerin: 2009 (ohne Endspieleinsatz)

## Nachweise und Anmerkungen
1. ↑  siehe das französische Aufgebot für zwei Spiele im März/April 2012 auf der Verbandsseite
2. ↑  Interview mit Philippe auf der Verbandsseite

| Personendaten    | Personendaten                 |
| ---------------- | ----------------------------- |
| NAME             | Philippe, Laëtitia            |
| KURZBESCHREIBUNG | französische Fußballspielerin |
| GEBURTSDATUM     | 30. April 1991                |
| GEBURTSORT       | Chambéry                      |